# بیت نایم
بیت نایم (به عربی: بيت نايم) یک روستا در سوریه است که در استان ریف دمشق واقع شده‌است.
 بیت نایم  ۲٬۸۵۳ نفر جمعیت دارد.